# Lespourcy
Lespourcy ist eine französische Gemeinde mit 183 Einwohnern (Stand 1. Januar 2022) im Département Pyrénées-Atlantiques in der Region Nouvelle-Aquitaine (vor 2016: Aquitanien). Die Gemeinde gehört zum Arrondissement Pau und zum Kanton Pays de Morlaàs et du Montanérès (bis 2015: Kanton Morlaàs).
Der Name in der gascognischen Sprache lautet Lesporcin. Die Einwohner werden Lespourciens und Lespourciennes genannt.

## Geographie
Lespourcy liegt ca. 25 km nordöstlich von Pau in der historischen Provinz Béarn.
Umgeben wird der Ort von den Nachbargemeinden:
| Saint-Laurent-Bretagne | Abère Baleix                                |               |
|                        | Kompassrose, die auf Nachbargemeinden zeigt | Sedze-Maubecq |
| Sedzère                | Urost                                       | Lombia        |

Lespourcy liegt im Einzugsgebiet des Flusses Adour. Ein Nebenfluss des Lées, der gleichnamige Lées, hier auch Le Grand Lées genannt, strömt zusammen mit seinem Zufluss, dem Arriutort, durch das Gebiet der Gemeinde. Ein weiterer Nebenfluss des Lées, der Petit Lées, bewässert mit seinen Zuflüssen Ruisseau de Capdelaut und Ruisseau de Pédebosc ebenfalls die Gemeinde.

## Geschichte
Hügelgräber in der Umgebung zeigen eine frühe Besiedelung des Landstrichs an. Eine Römerstraße, die Aire-sur-l’Adour mit Lourdes verband, durchquerte die Siedlung. Lespourcy wurde im 12. Jahrhundert erstmals urkundlich erwähnt. Der Name der Gemeinde entstammt dem lateinischen lustra porcina (Schlupfwinkel der Wildschweine). Bei der Volkszählung im Béarn im Jahr 1385 wurden zehn Haushalte gezählt und vermerkt, dass der Ort zur Bailliage von Pau gehörte. 1649 wurde Lespourcy zum Baronat zugunsten von Josué de Lagarde erhoben, das in der Folge an Guillaume de Capdevielle ging.
Toponyme und Erwähnungen von Lespourcy waren:
- Lustreporci (12. Jahrhundert, laut Pierre de Marcas Buch Histoire de Béarn, S. 450),
- Lesporssii und Lesporcii (1385 bzw. 12. Jahrhundert, Volkszählung im Béarn),
- Lesporsin und Lespoursin (1546 bzw. 1683, Manuskriptsammlung des 16. bis 18. Jahrhunderts) und
- Lespourcy (1750, Karte von Cassini).[4][5]

### Einwohnerentwicklung
Nach einem Höchststand von rund 340 Einwohnern in der Mitte des 19. Jahrhunderts fiel die Einwohnerzahl mit kurzen Erholungsphasen bis zum Ende des 19. Jahrhunderts auf ein Niveau von rund 120 Einwohnern zurück, bevor ein moderates Wachstum der Gemeinde einsetzte.
| Jahr      | 1962 | 1968 | 1975 | 1982 | 1990 | 1999 | 2006 | 2009 | 2022 |
| --------- | ---- | ---- | ---- | ---- | ---- | ---- | ---- | ---- | ---- |
| Einwohner | 152  | 138  | 135  | 112  | 133  | 114  | 147  | 162  | 183  |

## Sehenswürdigkeiten
- Pfarrkirche von Lespourcy, gewidmet Mariä Himmelfahrt. Eine einfache, romanische Kirche war im 12. Jahrhundert möglicherweise auf einem befestigten künstlichen Erdhügel errichtet worden, bevor sie 1825 umgebaut und vergrößert wurde. Das heutige dreischiffige Langhaus ist mit einer runden Apsis abgeschlossen. 1858 wurden die Seitenschiffe, zwei Sakristeien und ein Kreuzrippengewölbe nach Plänen des Architekten Durand hinzugefügt. Trotz dieser Umbauten hat die Kirche ihren romanischen Charakter behalten. Viele Ausstattungsgegenstände stammen aus dem 17. bis 20. Jahrhundert und sind als nationale Kulturgüter registriert. Im Chor fällt der Blick auf das prunkvolle Retabel des Hauptaltars, ein Werk von Jean Tournier aus dem Jahr 1675. Es hatte ursprünglich in der Klosterkirche der Dominikaner in Morlaàs gestanden, bevor es während der Französischen Revolution im Verkauf als nationales Gut erstanden wurde. Im Flachrelief werden mehrere Szenen des Lebens Jesu Christi dargestellt: Christus am Kreuz, zwischen Maria und Johannes, die Huldigung der Schäfer, die Huldigung der Heiligen Drei Könige, die Darstellung des Herrn und Jesu Geburt. Die Ausschmückung wird komplettiert von Schlangensäulen und Blattwerk. Statuen von Heiligen, wie Thomas von Aquin, Petrus, Vinzenz, Agnes und Katharina von Siena sowie von Päpsten Pius V. und Gregor XIII. umrahmen das Ganze. Die Kanzel aus geschnitztem und vergoldetem Holz datiert aus der Mitte des 18. Jahrhunderts und hatte sich ursprünglich in der ehemaligen Kirche Saint-Martin in Pau befunden, bevor sie gegen Ende des 19. Jahrhunderts der Kirche in Lespourcy von der Familie Belloc geschenkt wurde. Die vier Bleiglasfenster zeigen die Heiligen Karl, Felicitas, Joseph sowie Maria mit Jesuskind und sind Werke der Glasmaler Raymon und Sotta aus der zweiten Hälfte des 19. Jahrhunderts.[9][10][11][12]

- Schloss Belloc. Es wurde im 18. Jahrhundert am Rand eines Parks als Sitz der Grundherrenfamilie errichtet, im 19. Jahrhundert umgebaut. Die Anlage umfasst ein Haupthaus und Nebengebäude für die Unterbringung der Angestellten, eine Scheune sowie ein Hühner- und ein Schweinestall, die im Norden einen Innenhof bilden. Das Schloss befindet sich in Privatbesitz und ist nicht zu besichtigen.[13]

## Wirtschaft und Infrastruktur
Die Landwirtschaft ist traditionell der wichtigste Wirtschaftsfaktor der Gemeinde.

### Verkehr
Lespourcy wird durchquert von den Routes départementales 145 und 286.